# 播磨乙安
播磨 乙安（はりま の おとやす）は、奈良時代の貴族。姓は直。播磨 弟兄（はりま の おとえ）と同一人物とする説があり、その場合は、官位は従五位下・典鋳正。

## 出自
播磨氏（播磨直）は針間国造（宗家は佐伯直）の一族で、景行天皇の皇子である稲背入彦皇子（いなせ の いりびこ の みこ）の子孫を称する皇別氏族。

## 経歴
天平2年（730年）以下の太政官奏上が行われる。
大学の生徒の中には歳月を経ても学業を修得することが浅薄で、広く深く進められないものがいます。これは、生計が苦しくて学資を十分に負担できないためで、学問を好んでいても志を達成することができません。性識聡恵 にして芸業優長 な者を5人から10人選んで、専ら学問に精進させ、（後進の者に対する）善き誘いとしたいと思います。さらに、夏・冬の服と合わせて食料を支給してください。
また、陰陽・医術・七曜・頒暦は国家にとって重要な学術で廃止したり欠けたりすることがあってはならないものです。しかし、既にこれらの博士は高齢で老い衰えているため、今のうちに後進に教授しておかなければ恐らく学業が絶えてしまうでしょう。そこで望みますには、吉田宜・大津首・山口田主ら7人に弟子を取らせて学業を教授させ、弟子には大学生と同じく服と食料を支給することを提案します。
また、諸蕃異国は風俗が異なるため、もし通事がいなければ意思の疎通を図ることが難しいでしょう。そこで、粟田馬養・播磨乙安・陽侯真身・秦朝元・文元貞（ぶん の げんてい）の5人に、各々弟子2人をとらせて漢語を習わせたいと思います。
乙安としての事績はこの一つだけである。一方で神亀2年（725年）に乙安と同一人物と思われる人物の記録が残っている。中務少丞・佐味虫麻呂と共に、従五位下に叙爵された典鑄正・播磨弟兄である。弟兄は甘子を唐から持ち帰り、虫麻呂がその種を植えて実を結ばせたことから、この叙位があったとしている。唐国へ渡ったということは、遣唐使一行に参加していたことになり、また、大蔵省式の諸使給法によると、遣唐使には鋳生が参加することになっており、弟兄は帰国後に鋳生から典鋳正に昇進したことが想像される。
大陸からもたらされた柑橘類の木を根付かせたという点で、養老元年（717年）派遣の遣唐使の帰国（養老2年〔718年〕）から数えて7年、大宝2年（702年）の遣唐副使帰還（慶雲4年〔707年〕）からは18年、執節使粟田真人の帰還（慶雲元年〔704年〕）からでは21年目の出来事であった。十分昇叙に値する出来事だったのである。